# 薩拉赫斯

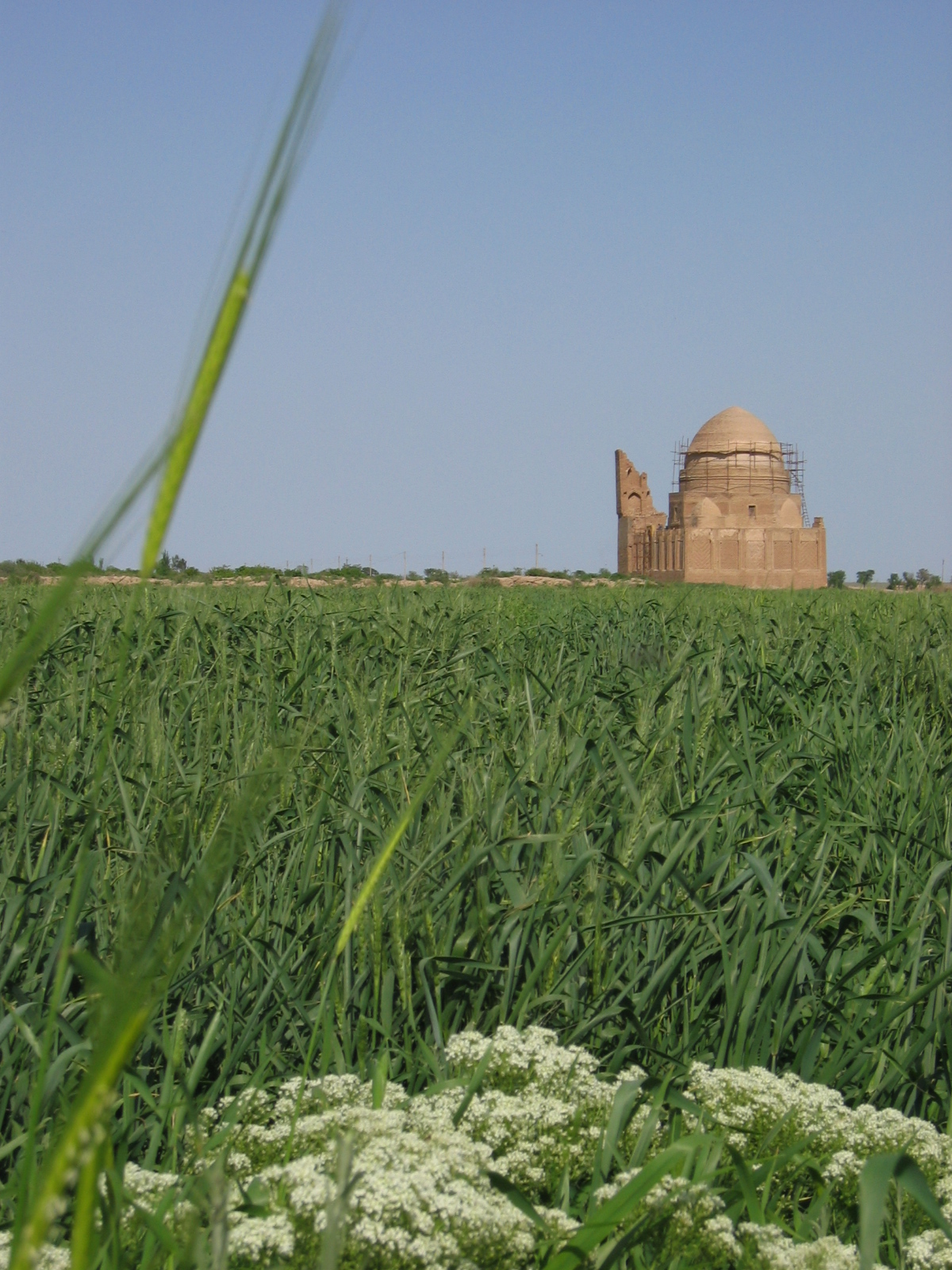

薩拉赫斯是伊朗的城市，位於該國東北部，由禮薩呼羅珊省負責管轄，距離首府馬什哈德180公里，毗鄰與土庫曼斯坦接壤的邊境，海拔高度281米，2006年人口33,571。